# Odzirydzidzina
Odzirydzidzina — другий студійний альбом білоруського гурту N.R.M., який, як і попередник, був випущений на касетах, у 1996 році.
У 2007 році він був перевиданний на CD.
На пісню «Одзірыдзідзіна» був знятий кліп.

## Композиції
1. «Mieła mamka try synočki»
2. «Pieśnia padziemnych žycharoŭ»
3. «My sami pa sabie»
4. «Ślapy, hłuchi, durny»
5. «Lepiej nia budzie»
6. «Partyzanskaja»
7. «Na vulicy majoj»
8. «Na linii frontu»
9. «Odzirydzidzina»

## Склад
- Лявон Вольскі: вокал, гітара, губна гармоніка
- Піт Павлов: гітара, вокал
- Юрась Левков: бас-гітара
- Олег Демидович: барабани